# SNCF Z 8100
Die Baureihe Z 8100 (Bezeichnung der SNCF) oder auch MI 79 (Bezeichnung der RATP) sind elektrische Triebzüge, die für die Linie B des RER der Île-de-France entwickelt wurde. Die Einheiten waren die ersten Zweisystemtriebzüge, die sowohl auf den Strecken der RATP als auch denen der SNCF in der Île-de-France verkehren konnten. Die abgeleitete Baureihe MI 84 wurde für den RER A entwickelt.
Die Triebwagen verkehren im Regelfall als Doppeltraktion; dabei können Züge beider Baureihen gekuppelt werden. Ein solcher Zug bietet bis zu 1700 Passagieren Platz.

## Fahrzeugkonzept
Die Einheiten der Baureihe Z 8100 sollten sowohl auf den Strecken der RATP südlich von Paris als auch auf denen der SNCF nördlich verkehren können. Die wichtigsten Unterschiede waren dabei die unterschiedlichen Bahnsteighöhen (Hochbahnsteige im Süden und niedrige Bahnsteige im Norden) und die unterschiedlichen Stromsysteme (1,5 kV Gleichspannung im Bereich der RATP und 25 kV Wechselspannung im Bereich der SNCF).
Ein Triebzug besteht aus vier Wagen:
- ein Triebwagen ZBD 8100,
- ein Zwischenwagen ZRAB 28100 (ehemals erste Klasse),
- ein Zwischenwagen ZRB 28100,
- ein Triebwagen ZBD 8100.

### MI 84
Die MI 84 und MI 79 sind sich sehr ähnlich und auch miteinander kuppelbar. Dennoch unterscheiden sie sich in einigen Details voneinander. So ist die Höchstgeschwindigkeit der MI 84 auf 120 km/h statt 140 km/h begrenzt, und ihre Anzeigen für die Zugnamen sind kleiner. Im Innenraum besitzen die MI 79 Gepäckablagen und begehbare Wagenübergänge, die MI 84 nicht.
Sie unterscheiden sich weiterhin durch ihre Leistungselektronik: Die Zerhacker der MI 79 sind luftgekühlt, während bei den MI 84 Kühlflüssigkeit verwendet wird. Die Steuerungselektronik der MI 79 ist analog, in den MI 84 werden Mikroprozessoren genutzt.

### Bauserien
Die Fahrzeuge der Baureihe Z 8100 wurden in zwei Serien gebaut: Die erste Serie von 1979, MI 79 A genannt, bestand aus 82 Zügen, die von der RATP (31 Züge) und der SNCF (51 Züge) beschafft wurden. Im selben Jahr beschaffte die RATP eine zweite Serie von 38 Zügen, die MI 79 B.
Die Einheiten der Reihe MI 84 wurden 1984 in einer Serie von 73 Fahrzeugen beschafft; diese gehören alle der RATP.

## Einsatz

### Z 8100 – MI 79
Alle Züge der Reihe Z 8100 (Züge der SNCF, diese sind in Mitry-Claye beheimatet) bzw. MI 79 (Züge der RATP, diese sind dem Betriebswerk Massy zugeordnet) werden auf dem RER B eingesetzt. Sie werden alle im Werk Massy-Palaiseau der RATP gewartet.
In den strengen Wintern von 1985, 1986 und 1987 zeigte sich die Baureihe Z 8100 sehr sensibel gegenüber Frost, der zu zahlreichen Problemen und Zugsausfällen führte. Um diese Ausfälle zu kompensieren, mussten die 50 Jahre alten Züge vom Typ Z reaktiviert werden. Diese waren nur auf das Stromsystem der RATP ausgelegt, sodass die interconnexion (die Durchbindung der Züge am Gare du Nord) aufgegeben werden musste. In der Folge wurde die Isolation der Motoren und der elektrischen Bauteile verbessert.
Die Einheiten Z 8244 (im Besitz der SNCF) und Z 8269 (RATP) wurden bei der Anschlagserie in den Bahnhöfen Saint-Michel – Notre-Dame im Juli 1995 und Port-Royal im Dezember 1996 zerstört.

### Z 8400 – MI 84

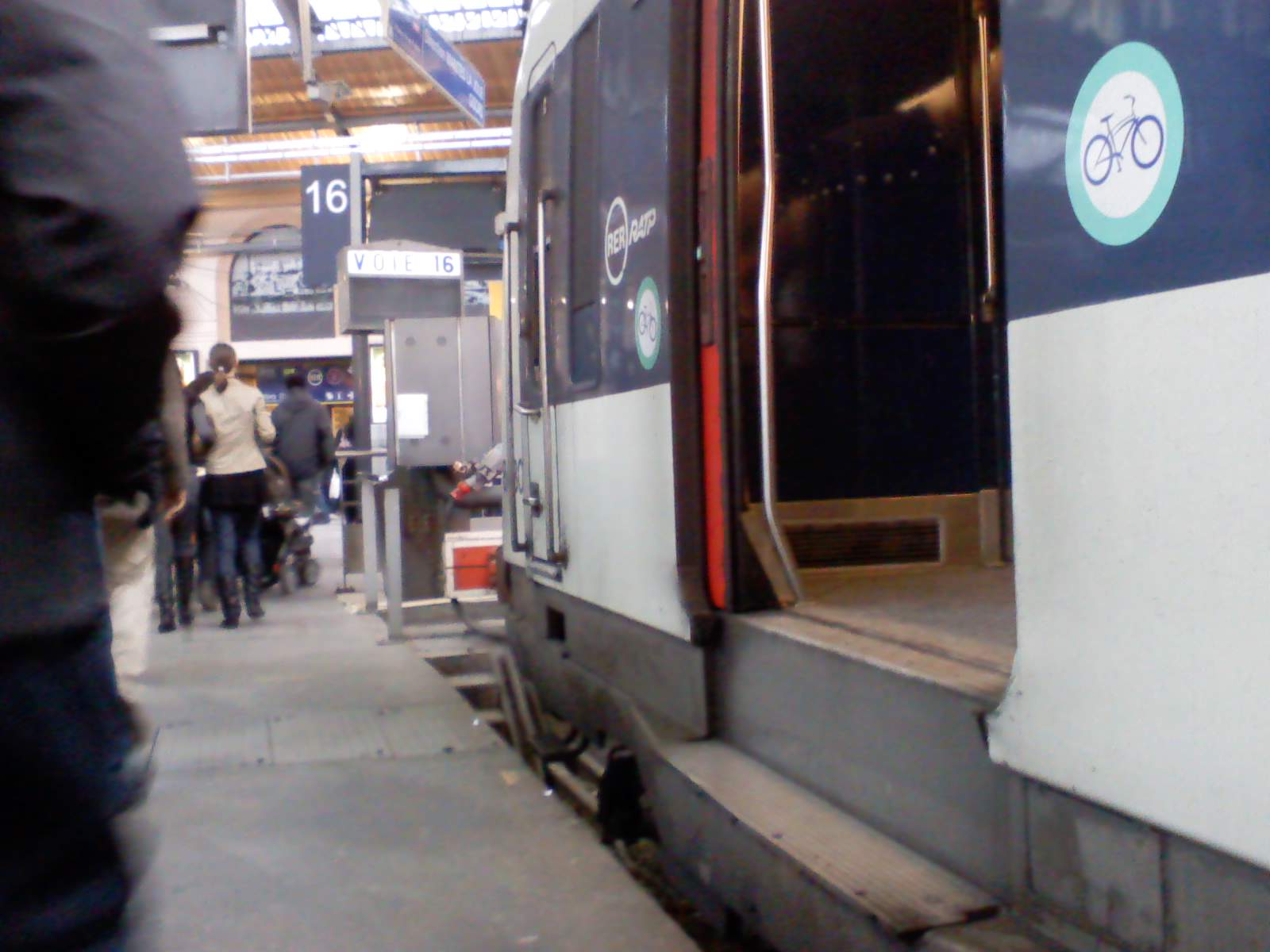
Trittstufe eines MI 84 in der niedrigsten Position.

Die 73 Züge der Reihe Z 8400 (SNCF, in Achères beheimatet) bzw. MI 84 (RATP, den Betriebswerken Torcy, Rueil-Malmaison, Sucy-en-Brie und Massy zugeordnet) werden auf den Linien A (39 Züge) und B (34 Züge) des RER eingesetzt. Die auf der Linie B eingesetzten Züge werden dabei auch in Doppeltraktion mit Zügen des Typs MI 79 eingesetzt. Auch die MI 84 werden sämtlich von der RATP gewartet.
Sie besitzen bewegliche Trittstufen, um den zahlreichen Bahnsteighöhen in ihrem Einsatzbereich Rechnung zu tragen. Auf dem RER A wird diese Funktion inzwischen nur noch benötigt, wenn die Züge bei Betriebsstörungen im Bahnhof Saint-Lazare enden, da die Bahnsteige entlang der Strecke auf eine einheitliche Höhe gebracht wurden.
Das Syndicat des transports d'Île-de-France (STIF) hat bekannt gegeben, dass die MI 84 ab Ende 2014 nicht mehr auf dem RER A eingesetzt werden sollen. Sie werden dort durch die Züge der Baureihe MI 09 ersetzt. Die freiwerdenden Fahrzeuge sollen auf den navettes (Pendelzügen) zwischen Melun und Montreau der Linie R des Transilien sowie zwischen Juvisy-sur-Orge und Melun (über Évry-Courcouronnes) des RER D eingesetzt werden, wo sie die Z 5300 ersetzen werden.

## Modernisierung

### Erste Modernisierung der MI 79
Die auf dem RER B eingesetzten MI 79 erhielten 2007 neue Fahrgastinformationssysteme. Dazu gehörten Zielanzeigen aus Leuchtdioden, die abwechselnd Zugnamen und Ziel anzeigen, sowie automatische Haltestellenansagen.

### Zweite Modernisierung der MI 79

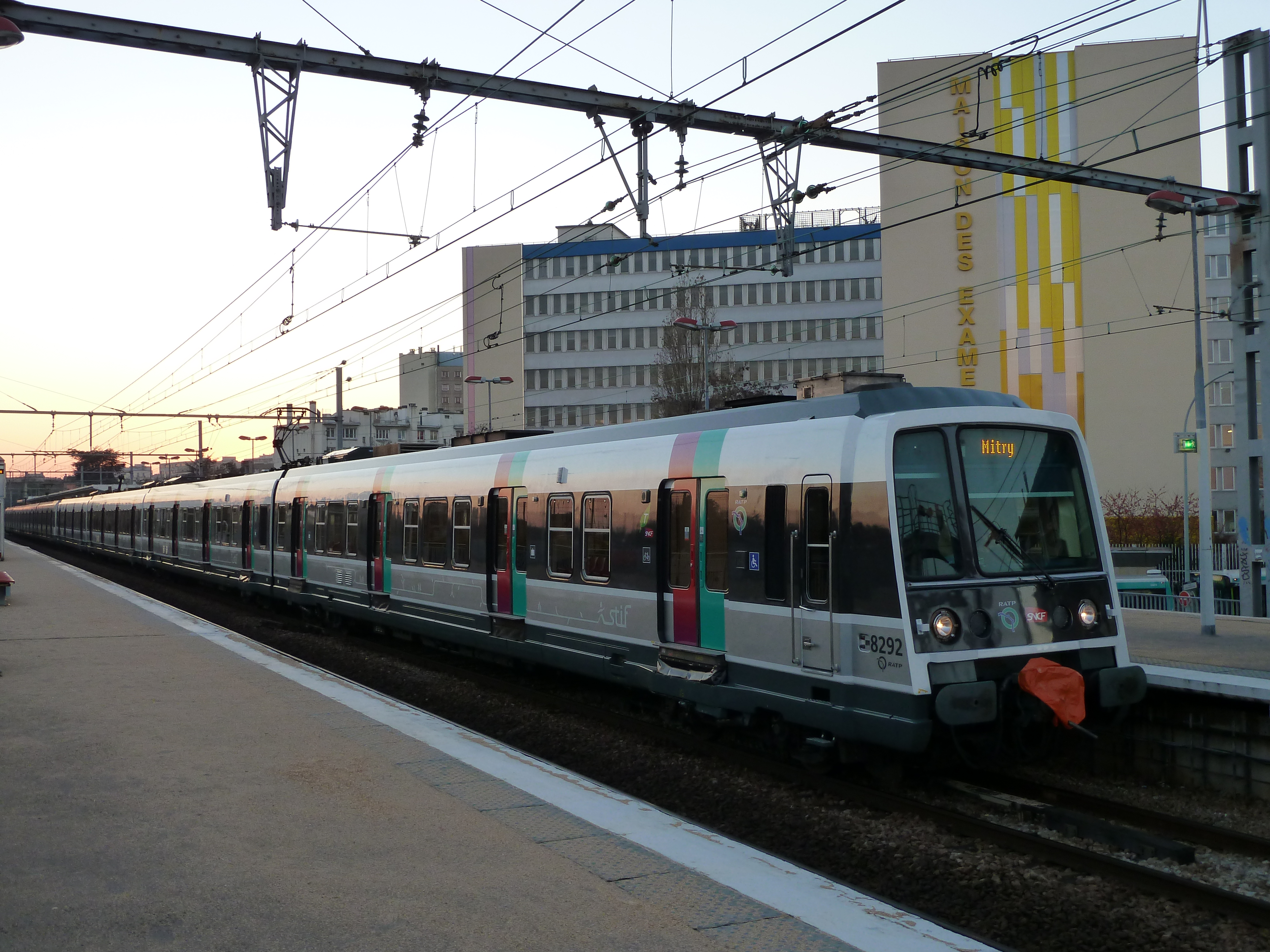
Modernisierter MI 79 im Bahnhof Laplace

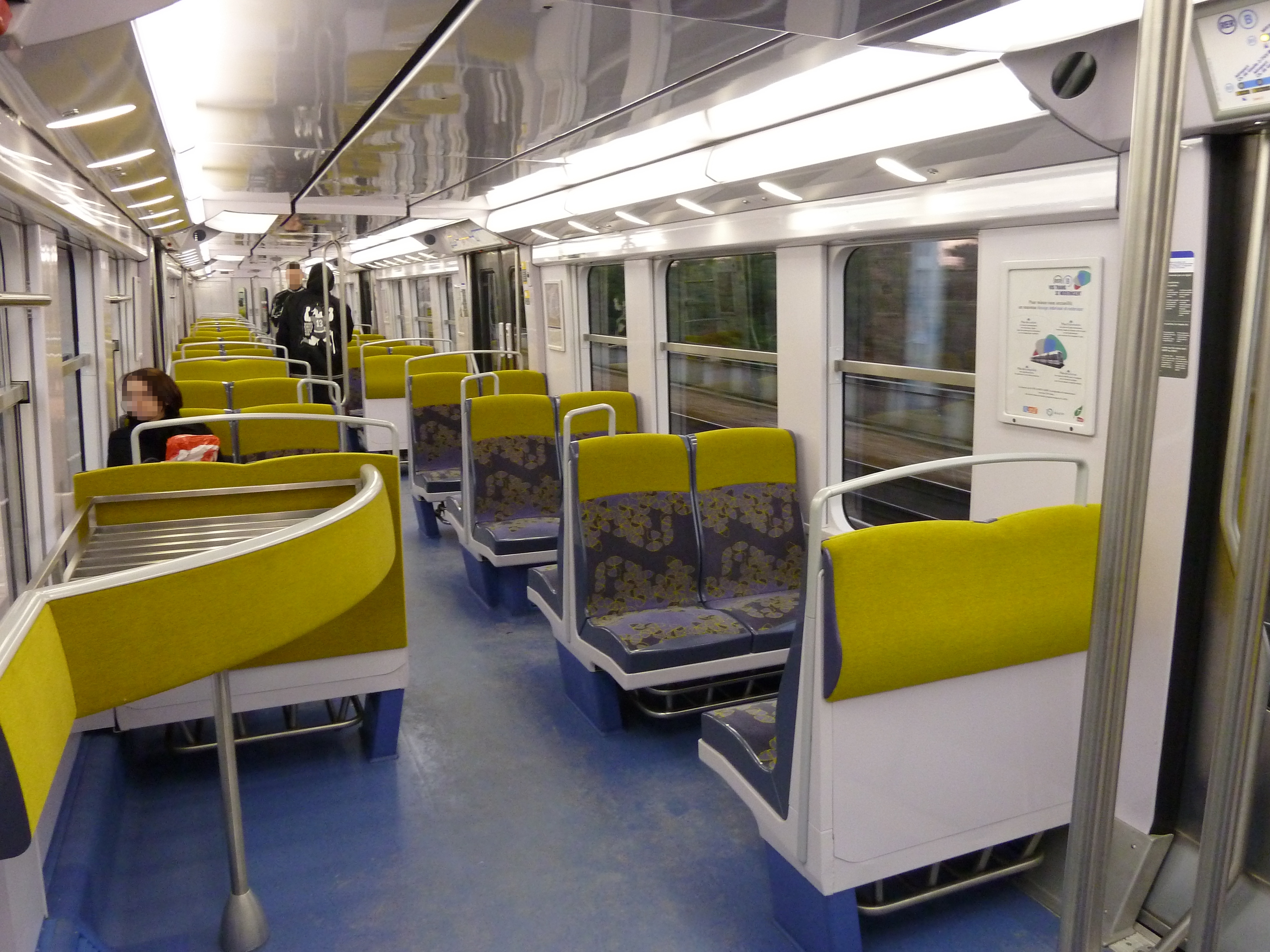
Innenansicht eines renovierten Zuges

Im Oktober 2007 wurde Alstom von RATP und SNCF mit der Planung einer Modernisierung des Innenraums der 119 MI 79 beauftragt. Nach einem Prototyp, der bei Alstom in Reichshoffen gefertigt wurde, folgte die erste Renovierung eines Zuges in den RATP-Werken in Sucy-en-Brie. Der erste renovierte Triebzug wurde am 7. Dezember 2010 eingesetzt.
Diese umfangreichere Modernisierung der 119 Züge kostete 317 Millionen Euro, die zur Hälfte von der Region Île-de-France getragen wurden. Dabei wurden die Technik modernisiert und das innere und äußere Erscheinungsbild geändert. Im Innenraum wurden eine gekühlte Belüftung (jedoch keine Klimaanlage), Videoüberwachung und ein verbessertes Fahrgastinformationssystem eingeführt. Die Farbgebung im Fahrgastraum wurde heller, außen erhielten die Züge einen Anstrich in den Farben der STIF.
Sechs auf dem RER A eingesetzte Züge vom Typ MI 84 sollen im Rahmen des Programms RER B Nord+ auf dem RER B zum Einsatz kommen. Diese Züge werden der gleichen Modernisierung unterzogen; die Kosten hierfür belaufen sich auf 1,7 Millionen Euro. Als Ausgleich sollen 11 zusätzliche Züge des Typs MS 61 für den weiteren Einsatz auf dem RER A ertüchtigt werden.
Im September 2011 wies eine Studie Asbestrückstände in den renovierten Zügen nach. Von 60 untersuchten Wagen wurde in 32 (laut RATP) bis 36 (laut ihren Beschäftigten) Asbest gefunden. Die betroffenen Züge wurden aus dem Verkehr genommen und vom Asbest gereinigt. Fahrer und Instandhaltungspersonal waren um ihre Gesundheit besorgt und führten am Abend des 26. Oktober 2011 einen überraschenden Streik durch.

### Modernisierung von MI 84
Im Jahr 2014 wurde begonnen, Züge der Baureihe MI 84 vom RER A auf die Linien des RER B zu verlegen. Ein Auftrag für die Renovierung von 31 dieser Züge (plus Option über 10 weitere) ging 2017 an Alstom. In deren Werk Alstom Reichshoffen sollten der Komfort auf das Niveau der renovierten MI 79 gebracht und die Sitzplatzkapazität von 216 auf 312 erhöht werden. Der erste der modernisierten Züge kam im Oktober 2021 zurück in den Betrieb. Das Renovierungsprogramm sollte ursprünglich bis Ende 2022 abgeschlossen sein. Nachdem bis Mai 2023 jedoch nur zehn Züge fertiggestellt und sechs weitere in Arbeit waren, kündigten Île-de-France Mobilités und die RATP den ursprünglichen Vertrag mit Alstom. Für die verbleibenden 15 Züge ist nur eine Generalüberholung ohne Einbau von Klimaanlagen und Videoüberwachung vorgesehen.